# Аварійне освітлення
Осві́тлення аварі́йне — забезпечує мінімально необхідні умови для продовження роботи при тимчасовому згасанні робочого освітлення в приміщеннях і на відкритих просторах у випадках, коли відсутність штучного освітлення може викликати важкі наслідки.
Аварійне освітлення поділяється на евакуаційне і освітлення безпеки.
Аварійне освітлення для продовження роботи необхідно, якщо припинення нормальної роботи через відсутність освітлення може викликати наступне:
- вибух, пожежа, отруєння людей;
- тривалість порушення технологічного процесу -порушення роботи життєвих центрів підприємства: зв'язок, електро- і водопостачання і т. д.

Для аварійного освітлення використовуються тільки лампи, які мають малий час загоряння (розжарювання або люмінесцентні). Світильники аварійного освітлення повинні бути відзначені спеціальними знаками (літера «А» червоного кольору на плафоні світильника). Мережі живлення аварійного та загального освітлення виконуються роздільно (по різних лініях від щитка, через мережі резервного живлення або від джерела автономного живлення (акумуляторні батареї)).